# 이란 이슬람 공화국 축구 연맹

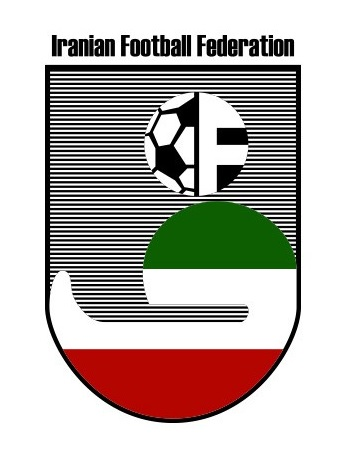

이란 이슬람 공화국 축구 연맹(페르시아어: فدراسیون فوتبال جمهوری اسلامی ایران, 영어: Football Federation Islamic Republic of Iran)는 이란의 축구 협회이다. 국제축구연맹(FIFA)과 아시아 축구 연맹(AFC)에 가입되어 있다. 이란 프로리그, 이란 축구 국가대표팀 등을 관리하고 하즈피 컵 등의 공식 경기를 주최한다.

## 같이 보기
- 아시아 축구 연맹
- 서아시아 축구 연맹
- 이란 축구 국가대표팀
- 이란 여자 축구 국가대표팀
- 이란 프로리그